# Ilton
Ilton es una localidad situada en el condado de Somerset, en Inglaterra (Reino Unido), con una población en 2016 de 758 habitantes.
Se encuentra ubicada en la península del Suroeste, al sur de la ciudad de Bristol y del canal de Bristol.